# Image (песня)
«Image» — песня американского дуэта Magdalena Bay из их второго студийного альбома Imaginal Disk (2024). Она была выпущена на лейбле Mom + Pop Music 10 июля 2024 года в качестве второго сингла альбома. Оба участника группы, Мэтью Льюин и Мика Тененбаум, написали и спродюсировали песню. Это синти-поп, диско и поп-трек с преимущественно бас-гитарой и синтезаторами, которые развиваются до последнего припева. Одновременно с песней состоялась премьера клипа на «Image», режиссёром которого выступила Аманда Крамер, вдохновлённая Питером Гэбриелом.
Музыкальные критики восприняли «Image» положительно, она появилась в списках лучших песен по итогам года. Некоторые из них отметили сходство вокала Тененбаума с вокалом канадской исполнительницы Граймс, которую дуэт называл источником вдохновения для своих ранних работ. Ремикс-версия с Граймс была выпущена 29 октября 2024 года. Магдалена Бэй включила песню «Image» в регулярный сет-лист тура Imaginal Mystery Tour. Для продвижения песни они также исполнили её во время своего дебюта на телевидении в программе Джимми Киммел в прямом эфире.

## История
В 2021 году американский дуэт Magdalena Bay, состоящий из Мики Тененбаум и Мэтью Льюина, выпустил свой дебютный альбом Mercurial World, получивший признание критиков. После подписания контракта с рекорд-лейблом Mom + Pop Music американский дуэт Magdalena Bay выпустил сингл «Death & Romance» 28 мая 2024 года. Впоследствии они объявили о концертном туре Imaginal Mystery Tour. 10 июля дуэт выпустил песню «Image» и анонсировал свой второй альбом Imaginal Disk. Они также раскрыли его трек-лист, в котором «Image» значится четвёртым треком. В заявлении по поводу песни дуэт поделился: «Закройте глаза. Представьте себе совершенно нового, лучшего себя. Теперь подождите 22 минуты. А теперь откройте глаза. Встречайте свой новый образ! Разве не удивительно, что что-то в наших головах способно на такое?». 29 октября 2024 года они поделились ремиксовой версией с канадской певицей Граймс, которая вдохновила участников группы на начало музыкальной карьеры. Они выразили своё волнение после выхода ремикса, назвав его «большим событием».

## Композиция
Продолжительность «Image» составляет 3 минуты и 32 секунды. Оба участника группы Magdalena Bay — Мика Тененбаум и Мэтью Льюин — написали и спродюсировали этот трек. Микшированием занимался Дэйв Фридманн, а мастерингом — Эмили Лазар. В музыкальном плане это диско, синти-поп и поп-трек.

## Отзывы
После выхода «Image» получила положительные отзывы от музыкальных критиков. Мэтью Ким, написавший рецензию для The Line of Best Fit, отметил, что, как и в других песнях Imaginal Disk, инструментальная часть соответствует лирическим вибрациям, похвалив «хрусткость» финального припева трека. Эван Соуди для Spin сказал, что песня «показала, что группа все ещё может делать космические бэнги, если захочет». Уилл Шуб из Flood Magazine заявил, что песня звучит «словно с инопланетного космического корабля», а бас и слэпы «придают припеву язвительный характер». Лиам Хесс из Vogue назвал «Image» запоминающимся «поп-совершенством», которое трудно найти на другом альбоме, выпущенном в 2024 году.
Композиция «Image» попала в списки лучших музыкальных произведений. Under the Radar назвал «Image» лучшей песней недели релиза. В рейтингах лучших песен, опубликованных в 2024 году, «Image» заняла 4-е место по версии Slant Magazine и 25-е место по версии Consequence, причём критик последнего издания П. Рагуза считает, что она содержит «одни из самых ловких инструменталов и приятных мелодий дуэта». «Image» также была включена в нерейтинговый список Billboard Philippines.

## Концертные исполнения
Магдалена Бэй включила «Image» в регулярный сет-лист тура Imaginal Mystery Tour в 2024 году. Дуэт исполнил Imaginal Disk полностью и по порядку, перемежая его другими песнями из своей дискографии, включая «Secrets (Your Fire)» и «You Lose!» с предыдущего альбома Mercurial World (2021). 30 октября 2024 года дуэт дебютировал на телевидении, исполнив песню «Image» на шоу Джимми Киммел в прямом эфире. Они перенесли «мистические образы» из клипа на сцену, при этом Тененбаум была одета в тот же наряд и пела перед зеркальным видеоэкраном с их живых концертов.